# Marco Giustiniani (bispo de Verona)
Marco Giustiniani (falecido a 23 de abril de 1649) foi um prelado católico romano que serviu como bispo de Verona (1631–1649), bispo de Ceneda (1625–1631) e bispo de Torcello (1625).

## Biografia
No dia 3 de março de 1625, Marco Giustiniani foi nomeado Bispo de Torcello durante o papado de Urbano VIII. A 27 de outubro de 1625, foi nomeado bispo de Ceneda. No dia 7 de abril de 1631, foi nomeado bispo de Verona, onde serviu como bispo até à sua morte a 23 de abril de 1649.